# モーリス・メルロー＝ポンティ
モーリス・メルロー＝ポンティ（Maurice Merleau-Ponty、1908年3月14日 - 1961年5月3日）は、フランスの哲学者。主に現象学の発展に尽くした。著書の日本語訳等においては、「モーリス・メルロ＝ポンティ」、「モーリス・メルロ・ポンティ」など、Merleauに長音記号を付けない表記が多く用いられている。
ロシュフォール生まれ。パリの自宅で執筆中、心臓麻痺のため死去。

## 生涯
1908年フランスのロシュフォールに生まれる。18歳のとき高等師範学校に入学し、サルトル、ボーヴォワール、レヴィ＝ストロースらと知り合う。21歳のときフッサールの講演を聴講し、現象学に傾注する。以後現象学の立場から身体論を構想する。37歳のとき主著『知覚の現象学』を出版するとともに、サルトルと「レ・タン・モデルヌ(現代)」誌を発刊する。戦後はパリ大学文学部教授となり（1949年）、児童心理学・教育学を研究する一方、冷戦激戦化の状況の中、マルクス主義に幻滅し、サルトルとは決別した。
メルロ＝ポンティは、知覚の主体である身体を主体と客体の両面をもつものとしてとらえ、世界を人間の身体から柔軟に考察することを唱えた。身体から離れて対象を思考するのではなく、身体から生み出された知覚を手がかりに身体そのものと世界を考察した。1959年、『見えるものと見えないもの』を刊行。1961年、パリの自宅で執筆中に心臓麻痺のため急逝。

## 思想
哲学体系は「両義性（Ambiguïté）の哲学」「身体性の哲学」「知覚の優位性の哲学」と呼ばれ、従来対立するものと看做されてきた概念の＜自己の概念＞と＜対象の概念＞を、知覚における認識の生成にまで掘り下げた指摘をしている。
たとえば、それまで枯れ木を見たことがない人にとっては、枯れ木を見るだけでは、名前のない枯れ木を「現象」としてしか知ることができない。「枯れ木」を恒常的に認識できるようになるためには、「枯れ木」という言葉（記号）を知る必要がある。
また、精神と身体というデカルト以来の対立も、知覚の次元に掘り下げて指摘し、私の身体が＜対象になるか＞＜自己自身になるか＞は、「どちらかであるとはいえない。つまり、両義的である」とした。一つの対象認識に＜精神の中のものであるか＞＜対象の中のものであるか＞という二極対立を超え、私の身体のリアリティは＜どちらともいえない＞。しかし、それは無自覚な＜曖昧性＞のうちにあるのではなく、明確に表現された時に＜両義性＞を持つとした。そして、その状態が＜私という世界認識＞＜根源的な世界認識＞であるとした。
そこには、既に言葉と対象を一致させた次元から始めるのではなく、そもそもの言葉の生成からの考察がある。
それは、論理実証主義哲学、分析哲学、プラグマティズムなどの＜言語が知られている次元＞からの哲学に厳しい指摘をしたといえる。そこには多くの哲学の垣根を越える試みが見られ、また、異文化理解や芸術などに大きな影響を与えた。
また、知覚の優位性からの新しい存在論の試みが絶筆となった『見えるものと見えないもの』で見られる。

## 主な著作と訳書
「モーリス・メルロー＝ポンティの著作リスト」も参照（フランス語表記）
- "La nature de la perception" (1933 - ) [3]
  - 『知覚の本性 -- 初期論文集』 加賀野井秀一編訳、法政大学出版局・叢書ウニベルシタス（1988）、のち各・新版
- "La Structure du comportement" (1942)
  - 『行動の構造』 滝浦静雄・木田元共訳 みすず書房（1964）、新版（上下、2014）
- "Phénoménologie de la perception" (1945)
  - 『知覚の現象学 1』 竹内芳郎・小木貞孝共訳 みすず書房（1967）、のち各・新版
  - 『知覚の現象学 2』 竹内芳郎・木田元・宮本忠雄共訳 みすず書房（1974）
  - 『知覚の現象学』 中島盛夫訳、法政大学出版局（叢書ウニベルシタス）（1982）
- "Humanisme et terreur, essai sur le problème communiste" (1947)
  - 『ヒューマニズムとテロル』 森本和夫訳 現代思潮社（1965）、のち改訂版
- "Sens et non-sens" (1948)
  - 『意味と無意味』 永戸多喜雄訳 国文社（1970）、のち改訂版
- "Les aventures de la dialectique" (1955)
  - 『弁証法の冒険』 滝浦静雄・木田元・田島節夫・市川浩共訳 みすず書房（1972）
- "Signes" (1960)
  - 『シーニュ』全2巻 竹内芳郎監訳、みすず書房（1969-70）
  - 『精選　シーニュ』 廣瀬浩司編訳、ちくま学芸文庫（2020）
- "L’Œil et l’esprit" (1961)
  - 『眼と精神』 滝浦静雄・木田元共訳、みすず書房（1966）
  - 『メルロ＝ポンティ『眼と精神』を読む』 富松保文編訳注、武蔵野美術大学出版局（2015）
- "Le Visible et l’invisible, suivi de notes de travail", texte établi par Claude Lefort (1964)
  - 『見えるものと見えざるもの』 クロード・ルフォール編、中島盛夫監訳、法政大学出版局・叢書ウニベルシタス（1994）
  - 『見えるものと見えないもの』 滝浦静雄・木田元共訳 みすず書房（1989）
- "Résumés de cours, Collège de France 1952-1960" (1968)
  - 『言語と自然 - コレージュ・ド・フランス講義要録』 滝浦静雄・木田元共訳 みすず書房（1979）
- "La Prose du monde" (1969)　『世界の散文』 滝浦静雄・木田元共訳 みすず書房（1979）